# Louyse Bourgeois

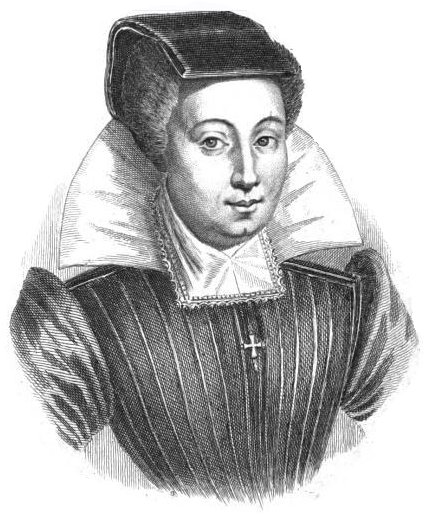
Louyse Bourgeois, genannt La Boursier

Louyse Bourgeois (auch: Louyze oder Louise Bourgeois, nach ihrem Ehemann auch La Boursier genannt) (geboren 1563 in Faubourg St. Germain bei Paris; gestorben 1636 ebenda) war 26 Jahre lang Hebamme am französischen Königshof und Vorreiterin in der Geburtshilfe. Durch die wissenschaftliche Dokumentation der Methodik ihres Berufsstands bereitete sie den Weg der Geburtshilfe aus dem Mittelalter in die Neuzeit.

## Kindheit und Ehe
Bourgeois wurde 1563 im Pariser Vorort Saint-Germain in eine reiche Familie hinein geboren. In ihrer Nähe lebte Martin Boursier, ein Barbier und Chirurg sowie Schüler von Ambroise Paré. Bourgeois heiratete diesen am 30. Dezember 1584 in der Pfarrkirche St-Sulpice, sie lebten in den Folgejahren weiterhin im Vorort.
1589 griff Heinrich IV. Paris an; Bourgeois floh mit ihren drei Kindern in die Stadtmauern, während ihr Mann als Feldchirurg in der Armee diente. Bourgeois, als alleinerziehende Mutter auf sich allein gestellt, verdiente ihr Geld durch das Nähen von Spitze. Dies brachte ihr aber nicht viel ein, und sie beschloss im Alter von 24 Jahren, Hebamme zu werden. Die medizinischen Fertigkeiten erlangte sie aus Unterlagen ihres Mannes, Erfahrungen ihrer eigenen Geburten und durch Hofarzt Paré.

## Karriere bei Hof
Am 12. November 1598 erlangte Bourgeois die Lizenz und das Diplom, um Geburtshilfe zu praktizieren. Ihre Konkurrentin Madame Dupuis, welche auch Geburtshelferin von Gabrielle d’Estrées war, hatte heftig dagegen intrigiert, weil Bourgeois als Frau eines Chirurgen ungeeignet für den Beruf sei. Die Prüfungskommission bestand aus einem Arzt, zwei Chirurgen und zwei Hebammen. Sie zog mit ihrer Familie in die Rue Saint-André des-Arts und erarbeitete sich einen ausgezeichneten Ruf als Hebamme. Nach drei Praxisjahren dort wurde sie von der Königin Maria de’ Medici als Hebamme bestellt, da sie durch ihre Arbeit bereits am Königshof bekannt war. Die Königin hatte Madame Dupois, die vom König vorgeschlagene Amme, abgelehnt, weil diese auch Heinrichs Mätresse bei ihrer Geburt geholfen hatte.
Als Hebamme half darum Louyse Bourgeois Ludwig XIII. auf die Welt. Die Szene wurde auf einem Kupferstich festgehalten, neben dem König war der Staatsrat mit 14 Personen zugegen. Zwischen 1601 und 1610 half Bourgeois der Königin bei allen sechs Geburten. Dies machte sie zu einer gut bezahlten Vertrauten der Königin, welche sie in den letzten Monaten einer Schwangerschaft ständig begleitete. Nach Ludwig 1601 waren dies: Élisabeth 1603, Christina 1606, Nicolas Henri 1607, Gaston 1608 und Henrietta Maria 1609. 50 Livres waren das Durchschnittseinkommen einer Hebamme in jener Zeit, doch für jeden Königssohn erhielt Louyse Bourgeois eine Prämie von 500 Livres, für jede Tochter 300. 1608 wurde ihr zudem eine Sonderprämie von 6000 Livres zugestanden. Nach der Geburt von Henrietta Maria bat Bourgeois um eine Pension von 600 Livre pro Jahr und erhielt vom König immerhin 300 Livres.
In ihrem »Ruhestand« schrieb Bourgeois nun ein Fachbuch zur Geburtshilfe, was sie zu ihrem Stolz als erste Frau überhaupt tat. Sie erweiterte dieses Werk in mehreren Folgeauflagen um neue Erkenntnisse, und es blieb einhundert Jahre lang das Standardwerk zur Geburtshilfe. Damit löste ihr Werk das geburtshilfliche Lehrbuch Liber Tortula ab, welches aus dem 12. Jahrhundert stammte. Bourgeois behandelte auch weiterhin Frauen, in ihrem ersten Buch rühmte sie sich, zweitausend Geburten assistiert zu haben.
Als 1627 die junge Frau des ebenfalls von ihr zur Welt gebrachten Gaston von Orléans, Marie de Bourbon, bei ihrer ersten Geburt am Kindbettfieber starb (die Tochter überlebte), verteidigte sich Bourgeois nach der Obduktion gegen Vorwürfe. Ihr Ruf bei Hof sank daraufhin, und sie verlegte sich mehr denn je auf das Schreiben. Sie verwies in ihrer öffentlichen Entschuldigungsschrift auf ihre Bücher, die bereits in mehrere Sprachen übersetzt worden waren. Spätere Bücher von ihr behandelten auch Anekdoten aus der Kinder- und Geburtsstube des Königshofs.
Louyse starb 1636, zwei Jahre nach ihrem Mann Martin Boursier. Das Ehepaar hatte insgesamt fünf Kinder.
Louyse Bourgeois war immer wieder Anfeindungen ausgesetzt: Kolleginnen erkannten sie nicht an, da sie einen abweichenden Werdegang als Frau eines Barbiers aufwies. Zudem gab sie in ihren Büchern wertvolles Wissen und Geheimnisse preis, welches in Generationen zuvor von Hebamme zu Hebamme weitergegeben wurde. Die Ärzteschaft in ganz Europa gelangte somit an neue Erkenntnisse und konnte sich in der Folgezeit in die Praxis der Geburtshilfe einmischen.
Ärzte bei Hofe wiederum intrigierten gegen Bourgeois, wenn sie eine Konkurrenz zu deren medizinischer Expertise darstellte. Nach dem Tod der Herzogin von Orléans und ähnlichen Vorfällen gerieten Hebammen in Misskredit und wurden allmählich von Ärzten als Geburtshelfer abgelöst.

## Bibliographie
- Observations diverses sur la stérilité, perte de fruict, fécondité, accouchements et maladies des femmes et enfants nouveaux naiz, Paris 1609–1626 in mehreren Auflagen, A. Saugrain – das Hebammenbuch
- Instruction à ma troisième fille
- Récit véritable de la naissance de Messeigneurs et Dames les enfants de France Paris, M. Mondière, 1626 (Lebenserinnerungen)
- Recueil des secrets de Louise Bourgeois (medizinische Rezepturen)

## Deutsche Übersetzungen
Das Literaturforschungsprojekt VD 17 führt für Deutschland 17 Publikationen von Louise Bourgeois und zwar vorwiegend Ausgaben des Hebammenbuches auf:
Ein gantz new nützlich und nothwendig Hebammen Buch: Darinn von Fruchtbarkeit vnd Vnfruchtbarkeit der Weiber / zeitigen und vorzeitigen Geburt / Zustand der Frucht in vnd ausserhalb Mutterleib / zufälligen Kranckheiten so wol der Kindbetterin als deß Kindes / wie auch dero Kur und Mitteln/zusampt dem Ampt einer Wehemutter oder Hebammen weitläufftig gehandelt wird. (Die deutsche Übersetzung durch den Merian Verlag in Frankfurt 1626.)
Wegen der hohen Ansprüche an die Bebilderung nahmen sich zumindest in Deutschland Verleger des Buches an, die gleichzeitig hochwertige Kupferstiche herstellen konnten. So kamen die deutschen Ausgaben von:
- 1619 – Johann Theodor de Bry (Verleger und Kupferstecher), Oppenheim und Hieronymus Galler (Drucker), ebenfalls Oppenheim
- 1626 und 1628 – Matthäus Merian dem Älteren (Verleger und Kupferstecher), Frankfurt und Erasmus Kempfer (Drucker), Frankfurt
- 1644 – Matthäus Merian dem Älteren und seinem Sohn Matthäus Merian dem Jüngeren (Verleger und Kupferstecher), Frankfurt und Johann Aubry (Drucker), Hanau
- 1652 – Matthäus Merian dem Jüngeren (Verleger und Kupferstecher), Frankfurt als Verleger und Johann Aubry (Drucker), Hanau

Medizinische Streitschrift:
Louise Bourgeois: Schutzrede oder Verantwortung Frawen Loysa Burgeois / genannt Burcier / der alten Königin in Frankreich bestelten Hebammen / Zu Rettung ihrer Ehren wieder den Bericht etlicher Medicorum und Wund-Arzte zu Pariß in offnen Truck außgesprenget / Anlangendt den Todt einer hohen Fürstlichen Weibsperson in Franckreich; Auß dem Frantzösischen ins Teutsch ubergesetzt. In: Biografien-News Superfrauen. Merian, Matthäus (der Ältere), Franckfurt 1629 (französisch, Leseprobe).